# Prau
Prau es una banda de rock en aragonés que comienza sus andaduras en el año 1994. En un principio se llamaron Sin Solución, para más tarde cambiarlo al actual: Prau.
Al principio compusieron sus letras en castellano, pero comenzaron a componer y cantar exclusivamente en lengua aragonesa en todos sus discos posteriores. Sus letras cantan reivindicando la oficialidad del aragonés, el apoyo a la cultura tradicional de Aragón, de luchas sociales, de la solidaridad entre los pueblos o de la violencia de género. Políticamente, se encuadran dentro de los sectores izquierdistas del nacionalismo aragonés.
Además, emplean en sus composiciones y actuaciones instrumentos tradicionales de Aragón, como la dulzaina o la gaita de boto, combinándolos con instrumentos convencionales como la guitarra eléctrica.

## Discografía
- ¿Qué esperabais? (1997, maqueta)
- Ye tiempo d'Enrestir (2000)
- En o Rafe d'a Fuxaina (2004)
- A Fin de l'Agüerro (2008)
- Os Pietz en a Tierra (2012)